# Lista de singles número um na UK R&B Chart em 2012
Os singles número um na UK R&B Singles Chart em 2012 são divulgados através da tabela musical que classifica o desempenho de canções de género R&B no Reino Unido. É anunciada todos os domingos através da rádio BBC Radio 1, os dados são recolhidos pela The Official Charts Company, baseados nas vendas semanais físicas e digitais do género.

## Histórico
| Data              | Canção                                                  | Artista(s)                                 | Melhor posição na UK Singles Chart | Referência(s) |
| ----------------- | ------------------------------------------------------- | ------------------------------------------ | ---------------------------------- | ------------- |
| 7 de Janeiro      | "Good Feeling"                                          | Flo Rida                                   | 2                                  | [ 1 ]         |
| 14 de Janeiro     | "Good Feeling"                                          | Flo Rida                                   | 2                                  | [ 2 ]         |
| 21 de Janeiro     | "Good Feeling"                                          | Flo Rida                                   | 2                                  | [ 3 ]         |
| 28 de Janeiro     | "Mama do the Hump"                                      | Rizzle Kicks                               | 2                                  | [ 4 ]         |
| 4 de Fevereiro    | "Mama do the Hump"                                      | Rizzle Kicks                               | 2                                  | [ 5 ]         |
| 11 de Fevereiro   | "Wild Ones"                                             | Flo Rida com Sia                           | 4                                  | [ 6 ]         |
| 18 de Fevereiro   | "T.H.E. (The Hardest Ever)"                             | will.i.am com Mick Jagger e Jennifer Lopez | 3                                  | [ 7 ]         |
| 25 de Fevereiro   | "Wild Ones"                                             | Flo Rida com Sia                           | 4                                  | [ 8 ]         |
| 3 de Março        | "Wild Ones"                                             | Flo Rida com Sia                           | 4                                  | [ 9 ]         |
| 10 de Março       | "Rockstar"                                              | Dappy com Brian May                        | 2                                  | [ 10 ]        |
| 17 de Março       | "Starships"                                             | Nicki Minaj                                | 2                                  | [ 11 ]        |
| 24 de Março       | "Starships"                                             | Nicki Minaj                                | 2                                  | [ 12 ]        |
| 31 de Março       | "Last Time"                                             | Labrinth                                   | 4                                  | [ 13 ]        |
| 7 de Abril(2)     | "Turn Up the Music"(1)                                  | Chris Brown                                | 1                                  | [ 14 ]        |
| 14 de Abril       | "Starships"                                             | Nicki Minaj                                | 2                                  | [ 15 ]        |
| 21 de Abril       | "Climax"                                                | Usher                                      | 4                                  | [ 16 ]        |
| 28 de Abril       | "Ordinary People"                                       | John Legend                                | 28                                 | [ 17 ]        |
| 5 de Maio         | "So Good"                                               | B.o.B                                      | 7                                  | [ 18 ]        |
| 12 de Maio        | "Starships"                                             | Nicki Minaj                                | 2                                  | [ 19 ]        |
| 19 de Maio(2)     | "R.I.P."(1)                                             | Rita Ora com Tinie Tempah                  | 1                                  | [ 20 ]        |
| 26 de Maio(2)     | "R.I.P."(1)                                             | Rita Ora com Tinie Tempah                  | 1                                  | [ 21 ]        |
| 2 de Junho        | "R.I.P."(1)                                             | Rita Ora com Tinie Tempah                  | 1                                  | [ 22 ]        |
| 9 de Junho        | "R.I.P."(1)                                             | Rita Ora com Tinie Tempah                  | 1                                  | [ 23 ]        |
| 16 de Junho       | "Whistle"                                               | Flo Rida                                   | 2                                  | [ 24 ]        |
| 23 de Junho       | "Whistle"                                               | Flo Rida                                   | 2                                  | [ 25 ]        |
| 30 de Junho       | "Whistle"                                               | Flo Rida                                   | 2                                  | [ 26 ]        |
| 7 de Julho        | "Whistle"                                               | Flo Rida                                   | 2                                  | [ 27 ]        |
| 14 de Julho       | "Whistle"                                               | Flo Rida                                   | 2                                  | [ 28 ]        |
| 21 de Julho       | "Whistle"                                               | Flo Rida                                   | 2                                  | [ 29 ]        |
| 28 de Julho       | "Whistle"                                               | Flo Rida                                   | 2                                  | [ 30 ]        |
| 4 de Agosto       | "Whistle"                                               | Flo Rida                                   | 2                                  | [ 31 ]        |
| 11 de Agosto      | "Whistle"                                               | Flo Rida                                   | 2                                  | [ 32 ]        |
| 18 de Agosto      | "Wonderful"                                             | Angel                                      | 9                                  | [ 33 ]        |
| 25 de Agosto      | "Simply Amazing"                                        | Trey Songz                                 | 8                                  | [ 34 ]        |
| 1 de Setembro     | "Wonderful"                                             | Angel                                      | 9                                  | [ 35 ]        |
| 8 de Setembro     | "Harder Than You Think"                                 | Public Enemy                               | 4                                  | [ 36 ]        |
| 15 de Setembro(2) | "Let Me Love You (Until You Learn to Love Yourself)"(1) | Ne-Yo                                      | 1                                  | [ 37 ]        |
| 22 de Setembro    | "Let Me Love You (Until You Learn to Love Yourself)"(1) | Ne-Yo                                      | 1                                  | [ 38 ]        |
| 29 de Setembro    | "Let Me Love You (Until You Learn to Love Yourself)"(1) | Ne-Yo                                      | 1                                  | [ 39 ]        |
| 6 de Outubro      | "I Cry"                                                 | Flo Rida                                   | 3                                  | [ 40 ]        |
| 13 de Outubro(2)  | "Diamonds"(1)                                           | Rihanna                                    | 1                                  | [ 41 ]        |
| 20 de Outubro     | "Diamonds"(1)                                           | Rihanna                                    | 1                                  | [ 42 ]        |
| 27 de Outubro     | "Diamonds"(1)                                           | Rihanna                                    | 1                                  | [ 43 ]        |
| 3 de Novembro(2)  | "Beneath Your Beautiful"(1)                             | Labrinth com Emeli Sandé                   | 1                                  | [ 44 ]        |
| 10 de Novembro    | "Beneath Your Beautiful"(1)                             | Labrinth com Emeli Sandé                   | 1                                  | [ 45 ]        |
| 17 de Novembro    | "Beneath Your Beautiful"(1)                             | Labrinth com Emeli Sandé                   | 1                                  | [ 46 ]        |
| 24 de Novembro    | "Beneath Your Beautiful"(1)                             | Labrinth com Emeli Sandé                   | 1                                  | [ 47 ]        |
| 1 de Dezembro     | "Beneath Your Beautiful"(1)                             | Labrinth com Emeli Sandé                   | 1                                  | [ 48 ]        |
| 8 de Dezembro     | "Diamonds"(1)                                           | Rihanna                                    | 1                                  | [ 49 ]        |
| 15 de Dezembro    | "Beneath Your Beautiful"(1)                             | Labrinth com Emeli Sandé                   | 1                                  | [ 50 ]        |
| 22 de Dezembro    | "Scream & Shout"                                        | Will.i.am com Britney Spears               | 2                                  | [ 51 ]        |
| 29 de Dezembro    | "Scream & Shout"                                        | Will.i.am com Britney Spears               | 2                                  | [ 52 ]        |

Notas
- Nota 1: Também alcançou a primeira posição na UK Singles Chart.
- Nota 2: Foi simultaneamente número um na UK Singles Chart.